# Сосницький полк
Сосни́цький полк — військова і адміністративно-територіальна одиниця Гетьманщини з центром у місті Сосниця у 1648—1649 і 1663—1668 роках. Включав села Лави, Рудню, Устя, Якличі, Змітнев, Конятин, Козленічі, Шабалинів.
Полковники: Леонтій Ракушка (1648-49), Яків Скидан (1663—1664) і Федір Холод (1664—1668).
Після Зборівського договору 16 жовтня 1649 року полк був ліквідований, а його територія і сотня включена до Чернігівського полку.
У 1654 р. Сосницька сотня (1648—1782) включена до Ніжинського полку (містечко Сосниця і села Лави, Киріївка, Змітнев, Усть-Убедське).
Короткочасно, з 1751 р. по 1768 р., сотня поділялася на два військові підрозділи.
У липні 1663 року гетьман Брюховецький відновив полк.
Петро Дорошенко, під час свого походу на Лівобережжі, в 1668 р. ліквідував Сосницький полк, а територію і козаків як окрему сотню включив у Чернігівський полк. У ньому Сосницька сотня складалася до своєї ліквідації у 1782 р.
Територія скасованої адміністративної одиниці увійшла до складу Чернігівського намісництва.